# Municipio de Vernon (Illinois)
El municipio de Vernon (en inglés: Vernon Township) es un municipio ubicado en el condado de Lake en el estado estadounidense de Illinois. En el año 2010 tenía una población de 67095 habitantes y una densidad poblacional de 715,29 personas por km².

## Geografía
El municipio de Vernon se encuentra ubicado en las coordenadas 42°11′52″N 87°56′44″O / 42.19778, -87.94556. Según la Oficina del Censo de los Estados Unidos, el municipio tiene una superficie total de 93.8 km², de la cual 92.74 km² corresponden a tierra firme y (1.13%) 1.06 km² es agua.

## Demografía
Según el censo de 2010, había 67095 personas residiendo en el municipio de Vernon. La densidad de población era de 715,29 hab./km². De los 67095 habitantes, el municipio de Vernon estaba compuesto por el 78.39% blancos, el 1.31% eran afroamericanos, el 0.14% eran amerindios, el 16% eran asiáticos, el 0.02% eran isleños del Pacífico, el 2.52% eran de otras razas y el 1.62% pertenecían a dos o más razas. Del total de la población el 6.42% eran hispanos o latinos de cualquier raza.